# 渋谷東宝会館
渋谷東宝会館（しぶやとうほうかいかん、Shibuya Toho Kaikan）は東京都渋谷区道玄坂にあった東宝が経営・運営する映画館。

## 沿革
- 1936年11月1日：「東横映画劇場」開場。
- 1944年9月1日：演劇劇場に転用のため「渋谷東宝映画劇場」に改称。
- 1952年6月9日：株式会社渋谷文化劇場設立。
- 1952年11月17日：「渋谷文化劇場」開設。
- 1956年12月26日：「渋谷東宝会館」として再オープン。1階に渋谷東宝劇場、4階に渋谷スカラ座、地下1階に渋谷文化劇場が入居。
- 1976年3月13日：渋谷東宝劇場は洋画ロードショーになる。
- 1989年2月26日：渋谷東宝会館閉館。
- 1991年7月6日：跡地に渋東シネタワー（4スクリーン）が開業。

## 概要
1936年（昭和11年）11月1日、東京横浜電鉄（現在の東京急行電鉄）が建設し、東横映画劇場として開場。しかしながら、開場間際に東宝の小林一三と東横の五島慶太との間に交渉が成立し、同館は開場と同時に東宝へ譲渡され、東宝直営館としてスタートした。3階建の鉄筋コンクリート造で、座席数は1,401席。オープン当日のプログラムは、ユニバーサル・ピクチャーズ製作・配給のアメリカ映画『ショウボート』（監督ジェームズ・ホエール）と、成瀬巳喜男監督のP.C.L.作品『朝の並木路』が上映された。
同館が建つ4年前の1932年（昭和7年）の時点では、当時の東京府豊多摩郡渋谷町における映画館は、道玄坂方面には道玄坂キネマしかなく、それ以外には1925年（大正14年）に広尾不二館から改称した広尾キネマ、恵比寿駅前にあったヱビス帝国館や、氷川館、澁谷館、澁谷キネマ、澁谷劇場、聚楽座といった映画館も存在していた。
1942年（昭和17年）には第二次世界大戦における戦時統制が敷かれ、日本におけるすべての映画が同年2月6日に設立された社団法人映画配給社の配給になり、すべての映画館が紅系・白系の2系統に組み入れられるが、同年発行の『映画年鑑 昭和十七年版』によれば、東横映画劇場は同じ東宝系列の日比谷映画劇場や、松竹系列の邦楽座（後の丸の内ピカデリー）等と共に「白系」に属していた。1943年（昭和18年）12月、株式会社東京宝塚劇場は東宝映画と合併し、東宝株式会社となる。
1944年（昭和19年）9月1日、東横映画劇場は渋谷東宝映画劇場に改称。戦後は渋谷スカラ座や、地階の渋谷文化劇場（1952年11月17日開館）を擁した『渋谷東宝会館』として数々のヒット作や大作を上映した。なお、渋谷文化劇場だけは東宝子会社の渋谷文化劇場が経営していた。
1989年（平成元年）2月26日、渋谷東宝会館は施設の老朽化や渋谷駅前の再開発に伴う建て替えを理由に閉館。建て替えまでの間、渋谷方面における東宝洋画系上映は東急文化会館内にあった渋谷東急2と、東京テアトル系列のシネセゾン渋谷、ヒューマックス系列の渋谷ジョイシネマ（現：渋谷HUMAXシネマ）が請け負っていた。
ギャラリー
- 『山河遥かなり』（監督フレッド・ジンネマン、1954年6月4日日本公開）などが上映されていた頃の渋谷東宝劇場[5]
- 渋谷文化劇場の入口。『革命児サパタ』（監督エリア・カザン、1952年12月11日日本公開）が上映されていたことが確認出来る[5]。
- 渋谷東宝時代に上映した『ゴジラ』（監督本多猪四郎、1954年11月3日封切）。本作公開時は道玄坂まで伸びるほどの行列が出来たという（ゴジラ (1954年の映画)#作品公開と反響も参照）。

## 各館の特徴

### スクリーン
| スクリーン   | 座席数 | 音響設備         | フロア              |
| ------------ | ------ | ---------------- | ------------------- |
| 渋谷スカラ座 | 494    | トルビーステレオ | 渋谷東宝会館4階     |
| 渋谷東宝     | 1026   | トルビーステレオ | 渋谷東宝会館1階     |
| 渋谷文化     | 204    | トルビーステレオ | 渋谷東宝会館地下1階 |

### 渋谷東宝
座席数は1,026席。当初は邦画専門だったが1976年3月に機能を渋谷宝塚に移し洋画専門となる。℡：03-461-2268。
| 公開年 | タイトル                                                                |
| 1982年 | 『少林寺』                                                              |
| 1984年 | 『スタートレックIII ミスター・スポックを探せ!』、『ゴーストバスターズ』 |
| 1985年 | 『ターミネーター』、『バック・トゥ・ザ・フューチャー』                  |
| 1986年 | 『トップガン』                                                          |

シリーズ作品
- 『ゴジラ』シリーズ（『ゴジラ』から『メカゴジラの逆襲』まで）
- 『エイリアン』シリーズ（『1』から『2』まで）
- 『スター・ウォーズシリーズ』（『エピソード4』、『エピソード6』）

### 渋谷スカラ座
座席数は494席。℡：03-461-1929。
| 公開年 | タイトル                                                                  |
| 1975年 | 『ロビン・フッド』                                                        |
| 1980年 | 『影武者』、『ブラックホール』                                            |
| 1981年 | 『21エモン 宇宙へいらっしゃい!』＆『ドラえもん ぼく、桃太郎のなんなのさ』 |
| 1982年 | 『アニー』                                                                |
| 1983年 | 『スタートレックII カーンの逆襲』、『南極物語』                           |
| 1984年 | 『Wの悲劇』＆『天国にいちばん近い島』                                     |
| 1986年 | 『アリオン』                                                              |
| 1987年 | 『ケニー』                                                                |

シリーズ作品
- 『スター・ウォーズシリーズ』（『エピソード4』、『エピソード5』）
- 『がんばれ!! タブチくん!!』シリーズ（第1弾、第2弾）

### 渋谷文化
座席数は204席。なお渋東シネタワー完成後も2007年2月28日までは同タワーのスクリーン3を所有していた。℡：03-461-4902。
| 公開年 | タイトル                               |
| 1979年 | 『ルパン三世 カリオストロの城』        |
| 1983年 | 『ピノキオ』＆『ダンボ』               |
| 1984年 | 『さよならジュピター』                 |
| 1985年 | 『白雪姫』＆『おしゃれキャット』       |
| 1986年 | 『101匹わんちゃん』＆『コルドロン』    |
| 1987年 | 『シンデレラ』＆『ふしぎの国のアリス』 |